# Austroaeschna flavomaculata

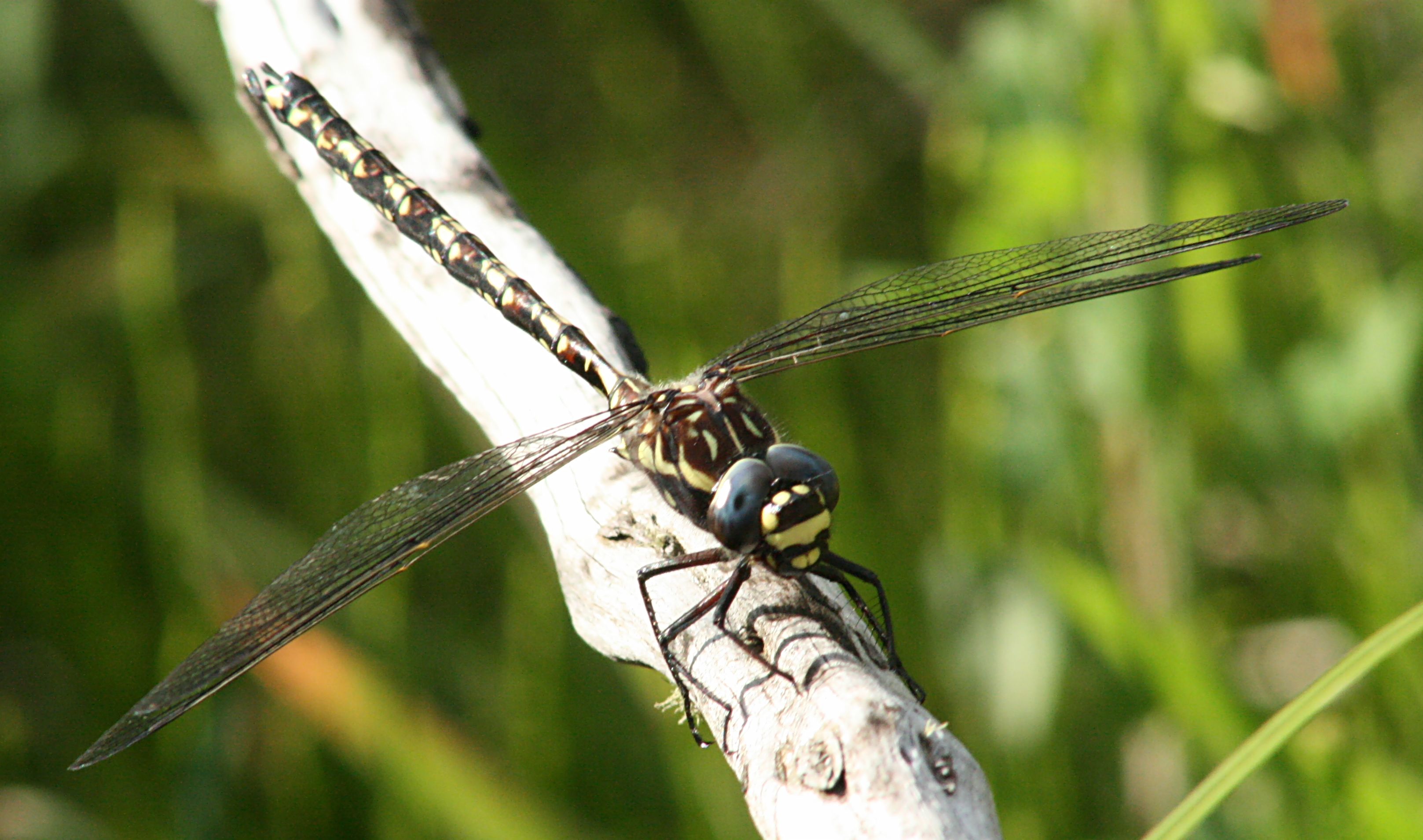
Mặt trước một con đực.

Austroaeschna flavomaculata là một loài chuồn chuồn ngô được biết đến có mặt ở vùng núi New South Wales và Victoria, Úc. Mặc dù con đực được đặt danh pháp lần lần đầu vào năm 1916, cả con đực và con cái tới mãi năm 1982 vẫn chưa được mô tả.